# ليام دونالدسون
ليام دونالدسون (بالإنجليزية: Liam Donaldson)‏ هو طبيب وجراح بريطاني، ولد في 3 مايو 1949 في ميدلزبرة في المملكة المتحدة.